# Manuel Aburto Panguilef
Manuel Aburto Panguilef (1887-1952) fue un reconocido líder mapuche, fundador de la Federación Araucana, además de prolífico escritor. Su línea de pensamiento, caracterizada por el tradicionalismo mapuche y el integrismo, ha sido descrita por el historiador José Bengoa como el principal movimiento cultural mapuche del siglo XX.

## Biografía
Nació el 3 de marzo de 1887 en Collimalliñ, actual comuna de Loncoche, siendo hijo de Felipe Aburto Nahuelcura y de Rafaela Panguilef Cariman. El apellido de su familia proviene de Francisco Aburto, comisario de naciones del sistema de fuertes de Valdivia, de quien el abuelo del futuro dirigente habría adoptado el apellido como señal de alianza.
Fue educado en la misión anglicana de Maquehue, bajo la dirección del pastor Carlos Sadlier y luego se trasladó a Villarrica, donde trabajó con el pastor evangélico Alberto Dawson.
Su desarrollo como dirigente mapuche ocurre a partir de 1910, cuando se producen una serie de episodios de violencia con fuerzas policiales en la comuna de Loncoche. En este contexto, fundó en 1916 la Sociedad Mapuche de Protección Mutua, una de las primeras organizaciones mapuches postreduccionales, y en 1917 lanzó la "Compañía Araucana", un conjunto político-teatral, que recorría distintas localidades del país realizando presentaciones con base en elementos culturales mapuches, y que eran acompañados de conferencias críticas con la realidad de su pueblo.
A partir de sus experiencias en los años anteriores, en 1922 creó la Federación Araucana, también llamada Congreso Araucano, de la que fue presidente vitalicio. Esta organización se diferenciaba de otras, como la Sociedad Caupolicán, por su fuerte tradicionalismo, donde Aburto Panguilef reivindicaba los antiguos ritos de la sociedad prereduccional, e indagaba en los sueños de los asistentes a sus mítines. Asimsimo se realizaban actos en lugares históricos de la región, y se reivindicaba el mapudungun como elemento de unión.

De acuerdo a un relato de Carlos Chihuaylaf, recopilado por José Bengoa:
Manuel Panguilef levantó una  sociedad, que se llamó Federación Araucana. Ese no queria nada con la civilización. La costumbre antigua, el indigena tal como estaba, con sus mujeres, que no debia entrar a la escuela y que no debia aceptar nada, en fin, incluso el castellano no debia de aprender, debia mantener sus costumbres, tener su ruca. Esa corriente era contraria a  todas las otras sociedades.
Durante la década de 1920 Aburto Panguilef desarrolla vínculos con la Federación Obrera de Chile, y a través de ellos, con líderes demócratas y comunistas, quienes vinculan las demandas de reforma agraria con aquellas del movimiento indígena. En 1931 la Federación Araucana planteó la creación de una República Indígena, la que sólo sería posible en el marco de una conquista del poder por parte del proletariado chileno.
En 1932 la Federación Araucana adhiere a la Federación de Izquierda que apoya el retorno al poder de Arturo Alessandri Palma, y poco después entrega su apoyo al golpe de Estado que instaura la República Socialista. En este contexto, Aburto Panguilef forma parte de la junta regional del nuevo gobierno con base en Temuco, la que debe disolverse poco después dada la escasa duración de este gobierno.
En diciembre de 1935 convocó, a través de la Federación Araucana, a un Congreso de Indios, en la ciudad de Imperial, al cual asistieron mapuches y winkas, entre ellos delegados comunistas (por ejemplo, el poeta Pablo de Rokha), socialistas y anarcosindicalistas. Sin embargo, luego de este periodo la actividad de Aburto Panguilef decae, y su grupo de seguidores se reduce. 
El 14 de febrero de 1936 es detenido bajo acusaciones de promover el comunismo entre los mapuches, siendo relegado a la Isla Coldita, al sur de la comuna de Quellón en el Archipiélago de Chiloé. Su presencia influye en la fundación en ese lugar de un Consejo adscrito a la Federación Araucana entre los huilliches de esa localidad.
En 1938 la Federación Araucana apoya la creación de Corporación Araucana de Venancio Coñuepán, aunque conservó su independencia como una organización menor al menos hasta 1946. A partir de 1940 además se aleja de la izquierda política, a cuyo ideal internacionalista acusa de ser incompatible con la tradición mapuche. Durante esta época se aleja de la Corporación y, en general, de la dimensión organizativa que caracterizó sus primeras décadas de vida, dedicándose a la escritura de su obra "Libro diario del presidente de la Federación Araucana".
Fallece en 1952.

## Influencia
La prolífica producción de Aburto Panguilef, compuesta de cuadernos y diarios de vida, muchos de los cuales permanecen inéditos, ha comenzado a ser estudiada en años recientes, debatiéndose los componentes místicos, mesiánicos, autonomistas y tradicionalistas de su pensamiento. En esta línea, el año 2013 se publicó su obra "Libro diario del presidente de la Federación Araucana, 1940, 1942, 1948-1951", que corresponde a un resumen de sus escritos.
De acuerdo a José Bengoa, el trabajo de resistencia étnico-cultural iniciado por Manuel Aburto Panguilef representa el movimiento cultural mapuche más importante del siglo XX, al haber logrado interpretar tanto la cuestión mapuche como la cuestión social de su tiempo. Esta línea de pensamiento es reivindicada nuevamente a partir de 1953, cuando la Asociación Nacional Indígena le considera como uno de sus referentes intelectuales.

## Obras publicadas
- Aburto Panguilef, Manuel: Libro diario del presidente de la Federación Araucana, 1940, 1942, 1948-1951, Santiago: CoLibris Ediciones, 2013